# Referendo constitucional na Venezuela em 2009
O referendo constitucional venezuelano de 2009 foi realizado em 15 de fevereiro e aprovou por maioria absoluta a possibilidade de reeleição ilimitada a todos os ocupantes de cargos populares no país, da presidência da república para baixo, abrindo caminho a uma terceira eleição consecutiva do presidente Hugo Chávez, em 2012.

## Pesquisas de opinião
Três pesquisas divulgadas indicaram a vitória da emenda, que, impulsionada pelo presidente Chávez, seria aprovada por 49% dos venezuelanos, enquanto 44% da população a rejeitaria, segundo o jornal El Nacional. Um outro estudo, realizado pelo instituto norte-americano North American Opinion Research Inc. (Naorinc) e divulgado pela Agência Bolivariana de Notícias, indicou que o "sim" venceria com o apoio de 54% dos eleitores, contra 38%.

## Protestos
No dia 7 de fevereiro, dezenas de milhares de pessoas compareceram a uma manifestação, convocada pelo movimento estudantil opositor, que reuniu os principais líderes dos partidos políticos que defendem a campanha do "não" à emenda constitucional. Os políticos reunidos convidaram seus seguidores a votar "em massa" no pleito. "A reforma esconde o início de um Estado castro-comunista, eliminaria a propriedade privada ao povo da Venezuela. Aquele que tem uma bicicleta, uma casinha, saiam a defendê-las", afirmou o dirigente opositor e prefeito de Maracaibo, Manuel Rosales, em um discurso durante a manifestação. Pouco tempo depois da afirmação, em um ato público em Caracas, Chávez corrigiu seu opositor. "Escutei por aí um dirigente da oposição dizendo que vamos tirar do povo as bicicletas e a propriedade privada. Isso é mentira", afirmou o mandatário.